# Абиджан
Абиджа́н (фр. Abidjan [abidʒɑ̃], на языке эбрие — срезанные листья, символ, означающий конец междоусобиц; нко ߊߓߌߖߊ߲߬ ) — крупнейший город западноафриканской страны Кот-д’Ивуар, экономический и культурный центр страны; второй по численности населения франкоязычный город в мире (после Киншасы) и второй по числу носителей языка (с 2014 года). Административный центр департамента Абиджан, входящего в состав области Лагюн.

## Происхождение названия
У эбрие существует легенда, что название города возникло в результате недопонимания между европейцами и местными жителями. Согласно ей, первый европеец, вышедший к деревне, решил спросить у встреченного неподалёку местного старика о её названии. Тот в это время обрезал ветки (видимо, для ремонта крыши) и, увидев европейца, его вопроса не понял, принял его за угрозу, испугался и закричал «tchan me bidjan» (то есть «я только срезал ветки»). Европеец же решил, что ему было сообщено название деревни.

## География
Расположен на четырёх полуостровах на берегу лагуны Эбрие (la lagune Ébrié) Гвинейского залива.

### Климат
Климат Абиджана субэкваториальный с двумя влажными (длинный с апреля по июль, короткий с октября по ноябрь) и двумя сухими сезонами (длинным с декабря по апрель и коротким с августа по сентябрь). Осадков выпадает в среднем 2000 мм в год. Самый сухой месяц — январь (выпадает 40 мм), а самый влажный — июнь (500 мм). Среднегодовая температура +27 °C, и хотя Абиджан находится в северном полушарии, самым холодным месяцем является август (+25 °C), а в марте температура возрастает до +28 °C. Причина этого кроется в направлении ветров: во влажный сезон дуют ветра с юга, где расположен Гвинейский залив, а в сухой сезон — горячий сухой воздух с Сахары, хорошо прогревающийся в условиях близости экватора к городу. Аналогичными являются и абсолютные рекорды температур: в феврале фиксировалась температура в +43 °C, аномально высокая для приэкваториальных районов, а в августе температура однажды опускалась до +15 °C.
| Показатель | Янв. | Фев. | Март | Апр. | Май | Июнь | Июль | Авг. | Сен. | Окт. | Нояб. | Дек. | Год  |
| --- | ---- | ---- | ---- | ---- | --- | ---- | ---- | ---- | ---- | ---- | ----- | ---- | ---- |
| Средний суточный максимум, °C                                                                                           | 31   | 32   | 32   | 32   | 31  | 29   | 28   | 28   | 28   | 29   | 31    | 31   | 30,2 |
| Средний суточный минимум, °C                                                                                            | 23   | 24   | 24   | 24   | 24  | 23   | 23   | 22   | 23   | 23   | 23    | 23   | 23,3 |
| Норма осадков, мм | 41   | 53   | 99   | 125  | 361 | 495  | 213  | 53   | 71   | 168  | 201   | 79   | 1959 |
| Источник: http://www.bbc.co.uk/weather/2293538 http://www.hko.gov.hk/wxinfo/climat/world/eng/africa/w_afr/abidjan_e.htm |      |      |      |      |     |      |      |      |      |      |       |      |      |

## История

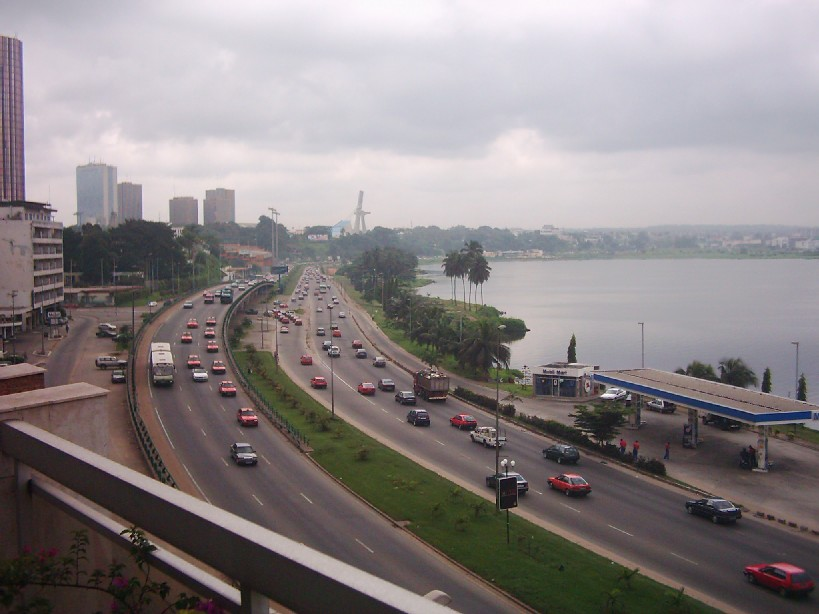
Вид на город

Абиджан основан в 1880-90-х годах французскими колонистами на месте нескольких рыбацких деревень народа эбрие; город с 1903 года. Развитию города способствовало открытие в начале XX века ведущей вглубь материка железной дороги. Центр отдельной французской колонии Берег Слоновой Кости (фр. Côte-d'Ivoire) c 1934. Экономическое значение Абиджана увеличилось после строительства в 1950 году канала Вриди, соединившего город с океаном; это позволило открыть в Абиджане глубоководный порт. После обретения в 1960 году страной независимости город был её столицей до 1983, когда столица официально была перенесена во вновь построенный город Ямусукро. Город остаётся экономической столицей государства, его крупнейшим культурным и промышленным центром.

## Административное деление
Город разделён на 10 городских коммун (communes urbaines).

## Население
Население города — 4 395 243 человек (2014), с пригородами — до 5 млн человек (2014).

## Экономика
Абиджан — главный морской порт страны (в начале 2000-х годов грузооборот порта достигал 15 млн т в год), узел автомобильных дорог и начальный пункт железной дороги Абиджан — Кая (Буркина-Фасо). Действует международный аэропорт Порт-Буэ. Абиджан — торговый и промышленный центр Кот-д’Ивуара. Развиты нефтепереработка (в городе находится крупнейший в Западной Африке нефтеперерабатывающий завод), пищевая (производство консервов, растворимого кофе и др.) и лёгкая промышленность (производство тканей, трикотажа, обуви). Действуют также предприятия химической, деревообрабатывающей, металлобрабатывающей, судостроительной промышленности. Сохраняются традиционные кустарные промыслы. Электроэнергия вырабатывается на ТЭС. В городе располагаются головные офисы многих национальных компаний Кот-д’Ивуара, представительства крупных зарубежных компаний.

## Транспорт
Абиджанская транспортная компания (SOTRA, Société des transports Abidjanais) обеспечивает городские пассажирские перевозки посредством автобусов и такси.
Идёт строительство метро, открытие планируется в 2025 году.
В южном районе Абиджана, Трейчвилле, расположен Автономный порт Абиджана.

## Социальная сфера
В Абиджане располагаются Центральная и Национальная библиотеки, Национальный музей, галерея «Шадри».

## Образование
В Абиджане располагаются университет (основан в 1958 году), Высшая национальная школа изящных искусств,
Высший технологический институт Кот-д’Ивуара, Университет Феликса-Уфуэ-Буаньи, Католический университет Западной Африки и др.

## Города-побратимы
- Альфорвилль, Франция
- Кумаси, Гана
- Марсель, Франция
- Сан-Паулу, Бразилия
- Сан-Франциско, США
- Тяньцзинь, Китай